# Syracuse, Binghamton and New York Railroad
Le Syracuse, Binghamton and New York Railroad était un ancien chemin de fer américain de classe I en exploitation dans l'État de New York. Ses origines remontent au Syracuse and Binghamton Railroad, créé le 18 août 1851. En 1856 il fusionna avec le Syracuse and Southern Railroad mais ce dernier fut vendu à forclusion en 1857, et rebaptisé Syracuse, Binghamton and New York Railroad.
La ligne se connecta avec celle de l'Oswego and Syracuse Railroad (créé en 1839); peu de temps après, en 1869, ces 2 compagnies tombèrent sous le contrôle du Delaware, Lackawanna and Western Railroad (DL&WRR). Mais ce dernier qui utilisait un écartement large (1 829 mm) dut surmonter quelques difficultés.

## Histoire

### Syracuse and Binghamton Railroad
La compagnie fut initialement créée sous le nom de Syracuse and Binghamton Railroad Company  le 18 août 1851, mais ne commença son exploitation que le 18 octobre 1854. Le Syracuse and Binghamton Railroad circulait entre Geddes et Binghamton sur une longueur totale de 130 km.
Ce chemin de fer transportait le charbon des mines de la Pennsylvanie pour qu'il soit utilisé comme combustible par l'industrie du sel située à Syracuse, New York

### Oswego and Syracuse railroad
L'Oswego and Syracuse, créé le 29 avril 1839 et mis en service en 1848, se consolida avec le Syracuse and Binghamton Railroad en 1853, après avoir obtenu l'autorisation de la New York State Legislature.

### Syracuse and Southern railroad
En 1856 le Syracuse & Binghamton fusionna avec le Syracuse and Southern Railroad, mais ce nouvel ensemble fut vendu à forclusion le 30 avril 1857, et rebaptisé Syracuse, Binghamton and New York Railroad.

### Delaware, Lackawanna and Western Railroad
Le Delaware, Lackawanna and Western Railroad (DL&W) prit le contrôle du Syracuse, Binghamton and New York Railroad en 1869, puis loua l'Oswego and Syracuse Railroad le 13 février 1896. Il récupéra ainsi un embranchement reliant Binghamton, Syracuse et Oswego, ville portuaire sur le lac Ontario. Le DL&W finit par racheter l'Oswego & Syracuse en 1872, mais ne le fusionna que le 20 décembre 1945.
La totalité du réseau contrôlé par le DL&W adopta l'écartement standard (1 435 mm) le 15 mars 1876 afin de faciliter les interconnexions.
En décembre 1888, le parc roulant de la compagnie était constitué par 20 locomotives, 9 voitures (voyageurs, bagages et postales), 594 wagons de marchandises (fourgons et plats), 75 wagons de service, et 9 cabooses. La compagnie avait un capital en action qui dépassait 2,5 millions de dollars et une dettes de 1,966 million de dollars réglable en 1906.

### Équipe dirigeante
En décembre 1888, Samuel Sloan était président de la compagnie, Fred F. Chambers était secrétaire, et Frederick H. Gibbens était le trésorier. Le quartier général de la compagnie était situé au 26 Exchange Place à New York City.

### Finances
La valeur totale de la franchise du Syracuse, Binghamton and New York Railway déterminée par le New York State Tax Commission de Syracuse était de 99 040 dollars en juin 1920 (98 106 dollars en 1919).